# Robbert te Loeke
Robbert te Loeke (Arnhem, 1 december 1988) is een Nederlands voetballer die als doelman speelt.
In de jeugd speelde hij voor SML (1993-2004) en FC Utrecht (2004-2007). Na het seizoen 2006/07 moest hij weg bij Utrecht en vroeg, omdat hij nog geen nieuwe profclub had, overschrijving aan naar VV Bennekom. Zonder ook maar bij Bennekom getraind te hebben, vond hij alsnog een profclub en kon hij vierde doelman worden bij Werder Bremen en werd ingedeeld bij Werder Bremen II dat uitkomt in de Regionalliga Nord. Hij tekende een contract voor twee jaar.
Over deze overgang ontstond daarna al snel een rel. Een speler zonder contract mag gratis naar een ander team stappen in Europa maar, omdat Te Loeke zich al had ingeschreven bij Bennekom mocht hij niet gratis vertrekken. Daarom eiste FC Utrecht een bedrag van 270.000 euro opleidingsvergoeding en zou de totale transfersom oplopen tot bijna 300.000. Omdat Werder Bremen niet op de hoogte gesteld was van zijn inschrijving bij Bennekom werd Te Loeke door de club op non-actief gesteld en na acht maanden werd zijn contract ontbonden. Na een zaak bij de FIFA werd Werder in 2010 alsnog verplicht de opleidingsvergoeding aan Utrecht te voldoen.
Te Loeke speelde vanaf 2008 bij SC Cambuur waar hij op 20 september 2011 zijn debuut maakte in de thuiswedstrijd tegen FC Zwolle. Vanaf seizoen 2012-2013 staat hij onder contract bij SC Veendam waar hij met Theo Timmermans de strijd aangaat om eerste sluitpost te worden. Hij raakte echter in de voorbereiding van het seizoen geblesseerd en kon hij tot december 2012 niet keepen. Later dat seizoen werd SC Veendam failliet verklaard.
Op 23 augustus 2013 werd bekend dat hij reservedoelman werd bij FC Dordrecht. Op vrijdag 30 januari 2015 mocht hij invallen omdat Filip Kurto geblesseerd eraf moest tegen sc Heereveen. In juli 2016 werd bekend dat Te Loeke transfervrij naar Achilles '29 uit Groesbeek vertrok. Hij tekende daar een contract voor één jaar.. Met Achilles '29 degradeerde hij uit de Eerste divisie. Eind juni 2017 werd bekend dat hij ging spelen in de Engelse League One bij Plymouth Argyle. Voor de club speelde hij in augustus enkel eenmaal in de EFL Cup en eenmaal in de Football League Trophy. De rest van het seizoen kampte Te Loeke met rugkwetsuren en zijn contract werd in 2018 niet verlengd. 

## Statistieken
| Seizoen                   | Club             | Land           | Competitie          | Competitie | Competitie | Beker | Beker | Totaal | Totaal |
| Seizoen                   | Club             | Land           | Competitie          | Wed.       | Dlp.       | Wed.  | Dlp.  | Wed.   | Dlp.   |
| ------------------------- | ---------------- | -------------- | ------------------- | ---------- | ---------- | ----- | ----- | ------ | ------ |
| 2007/08                   | Werder Bremen II | Duitsland      | Regionalliga Nord   | 0          | 0          | 0     | 0     | 0      | 0      |
| 2008/09                   | SC Cambuur       | Nederland      | Eerste divisie      | 0          | 0          | 0     | 0     | 0      | 0      |
| 2009/10                   | SC Cambuur       | Nederland      | Eerste divisie      | 0          | 0          | 0     | 0     | 0      | 0      |
| 2010/11                   | SC Cambuur       | Nederland      | Eerste divisie      | 0          | 0          | 0     | 0     | 0      | 0      |
| 2011/12                   | SC Cambuur       | Nederland      | Eerste divisie      | 17         | 0          | 1     | 0     | 18     | 0      |
| 2012/13                   | SC Veendam       | Nederland      | Eerste divisie      | 0          | 0          | 0     | 0     | 0      | 0      |
| 2013/14                   | FC Dordrecht     | Nederland      | Eerste divisie      | 4          | 0          | 0     | 0     | 4      | 0      |
| 2014/15                   | FC Dordrecht     | Nederland      | Eredivisie          | 3          | 0          | 0     | 0     | 3      | 0      |
| 2015/16                   | FC Dordrecht     | Nederland      | Eerste divisie      | 34         | 0          | 0     | 0     | 34     | 0      |
| 2016/17                   | Achilles '29     | Nederland      | Eerste divisie      | 38         | 0          | 1     | 0     | 39     | 0      |
| 2017/18                   | Plymouth Argyle  | Engeland       | Football League One | 0          | 0          | 2     | 0     | 2      | 0      |
| Carrièretotaal            | Carrièretotaal   | Carrièretotaal | Carrièretotaal      | 96         | 0          | 4     | 0     | 100    | 0      |
| Bijgewerkt op 1 juni 2018 |                  |                |                     |            |            |       |       |        |        |